# Entada louvelii
Entada louvelii är en ärtväxtart som först beskrevs av René Viguier, och fick sitt nu gällande namn av John Patrick Micklethwait Brenan. Entada louvelii ingår i släktet Entada och familjen ärtväxter. IUCN kategoriserar arten globalt som nära hotad. Inga underarter finns listade i Catalogue of Life.